# فاسيلي موجوس
فاسيلي موجوس (بالرومانية: Vasile Mogoș) (31 أكتوبر 1992 بفاسلوي في رومانيا - ) هو لاعب كرة قدم روماني في مركز الدفاع. لعب مع نادي ريجيانا 1919 ونادي تيرامو ونادي لوميتساني وأستي كليسيو ‏ وReal Vicenza VS ‏ وDelta Calcio Porto Tolle SSD ‏.

## وصلات خارجية
- فاسيلي موجوس على موقع الاتحاد الدولي (مؤرشف)  (الإنجليزية)
- فاسيلي موجوس على موقع الاتحاد الأوربي (الإنجليزية)
- فاسيلي موجوس على موقع قاعدة بيانات كرة القدم.إي يو (الإنجليزية)
- فاسيلي موجوس على موقع ناشيونال فوتبول تيمز (الإنجليزية)
- فاسيلي موجوس على موقع Soccerway.com (الإنجليزية)